# 清泰门

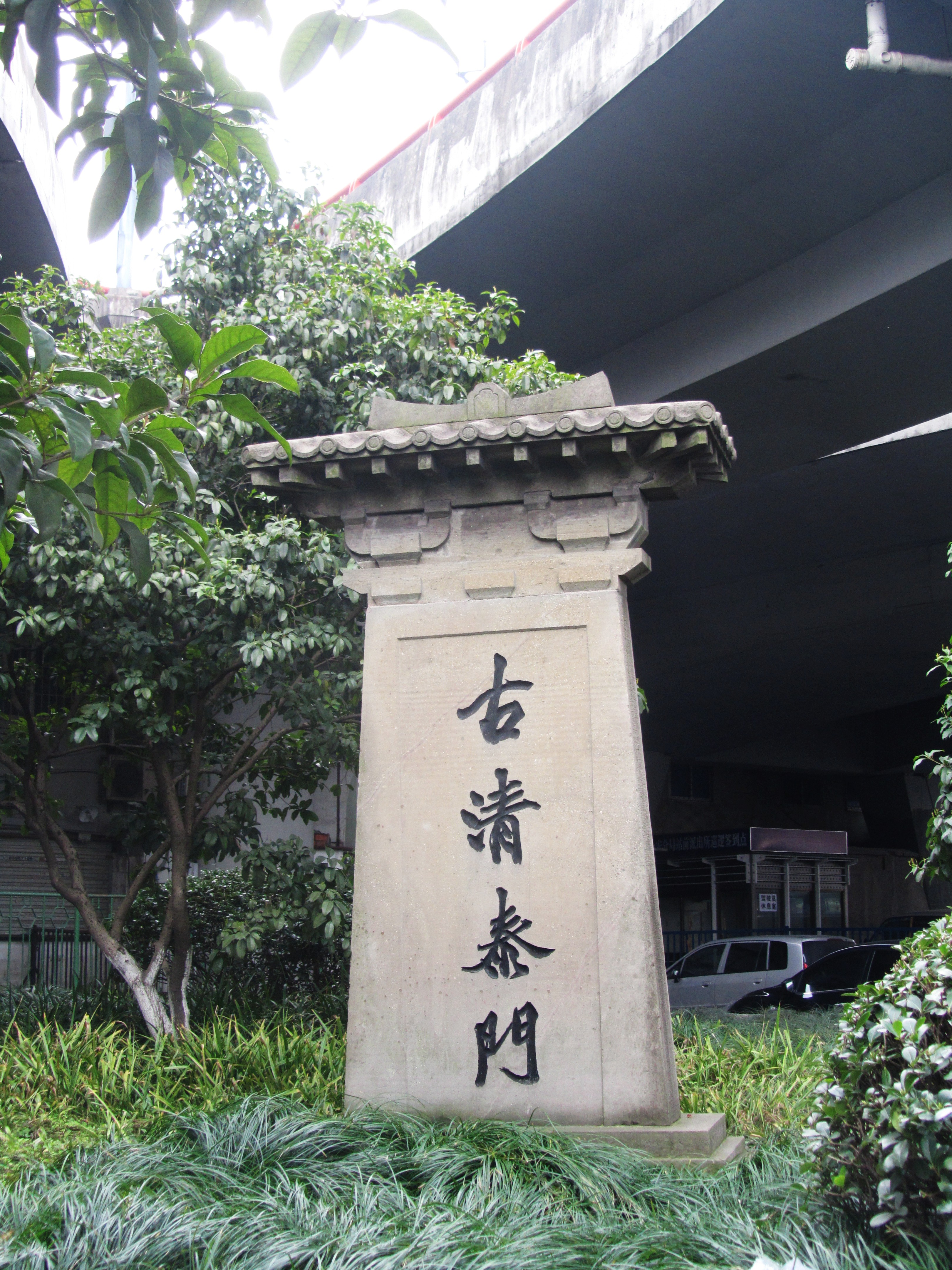
古清泰门石碑，位于今清泰街与环城东路交叉口处，清泰立交桥下。

清泰门是杭州古城的东门。

## 历史
始建于南宋初，因门近荐桥叫荐桥门。南宋末元初时至元十三年（1276年），元兵攻占杭城，城门被毁。元末至正十九年重建城垣，往东拓展三里筑门，取名清泰门，清平、安泰之意。
清光绪三十三年（1907年）沪杭铁路于清泰门内设车站，铁路自城外而入，于是拆城门及城墙数十丈，这成为杭城最早拆除的城门。
因清泰门外水网交错，河中多产螺蛳，故有螺蛳门之称。清泰门外沿江一带直至江水入海处，是古代煮海盐之处，沿江多盐，因而有“螺蛳门外盐担儿”之民谣。